# Crichton Mains Souterrain
Crichton Mains Souterrain (auch Crichton Earth House) liegt östlich von Crichton Mains in Midlothian in Schottland. Das praktisch intakte Souterrain liegt auf der Nordseite eines niedrigen Bergrückens, etwa 300 m nordwestlich des 130 m messenden Rundforts Longfaugh. Bei Souterrains wird grundsätzlich zwischen „rock-cut“, „earth-cut“, „stone built“ und „mixed“ Souterrains unterschieden.
Die für schottische Anlagen typische, bananenförmig gebogene Kammer hat 15,7 m Länge und erweitert sich in der Breite von 1,5 m an der ehemaligen nordwestlichen Eingangsseite auf etwa zwei Meter am gerundeten südöstlichen Ende. Der teilverschüttete gebrochene Sturz des Eingangs ist gut erkennbar. Der Zugang zur Kammer erfolgt heute jedoch von Nordosten über den etwa fünf Meter langen Nebengang, der nur kriechend zu durchqueren ist.
Die Wände der Kammer und des Seitenganges sind mit römischen Quadern („stone built“) durchsetzt. Einer der acht erhaltenen ursprünglichen Stürze der Kammer scheint das grob ausgeführte Relief eines Pegasus, dem Wahrzeichen der Legio II Augusta aufzuweisen. Seit dem späten 3. Jahrhundert führte die Legion den Steinbock als Wappentier. Es ist wahrscheinlich, dass das römische Material von der angrenzenden Heerstraße aus der Zeit des Antoninus Pius (86–161 n. Chr.) entfernt wurde, so dass der Bau erst nach dem Abzug der Römer 410 n. Chr. erfolgt sein kann. Das Souterrain wurde im 19. Jahrhundert in jenem Bereich, wo die alten Stürze fehlen, bogenförmig überdacht.